# Eleccions al Parlament del Regne Unit de 2005
Les eleccions al Parlament del Regne Unit de 2005 es van celebrar el 5 de maig de 2005 al Regne Unit. El Partit Laborista va assolir la seva tercera victòria consecutiva, però amb un marge de només 66 escons, comparat amb els 167 de les eleccions de 2001.

## Pronòstics
Els pronòstics de les enquestes van ser molt exactes; una enquesta conduïda conjuntament per la BBC i ITV va pronosticar la reducció correcta en el nombre d'escons del Partit Laborista.

## Resultats
| Partit                             | Líder                       | Vot popular | %      | Escons | Canvi (de 2001) |
| Partit Laborista                   | Tony Blair                  | 9.562,122   | 35,24% | 355    | -48             |
| Partit Conservador                 | Michael Howard              | 8,772,598   | 30,65% | 198    | +33             |
| Liberal demòcrates                 | Charles Kennedy             | 5,981,874   | 9,59%  | 62     | +11             |
| Partit Nacional Escocès            | Alex Salmond                | 412,267     | 1,57%  | 6      | +2              |
| Plaid Cymru                        | Ieuan Wyn Jones             | 174,838     | 0,64%  | 3      | -1              |
| Partit Unionista Democràtic        | Ian Paisley                 | 241,856     | 0,89%  | 9      | +4              |
| Sinn Féin                          | Gerry Adams                 | 174,530     | 0,64%  | 5      | +1              |
| Social Democratic and Labour Party | Mark Durkan                 | 125,626     | 0,5%   | 3      | 0               |
| Partit Unionista de l'Ulster       | David Trimble               | 127,414     | 0,5%   | 1      | -5              |
| Respect                            | Linda Smith                 | 68,094      | 0,3%   | 1      | +1              |
| Health Concern                     | Richard Taylor              | 18,739      | 0,1%   | 1      | 0               |
| Membres independents               |                             | 122,000     | 0,5%   | 1      | 0               |
| UK Independence                    | Roger Knapman               | 603.298     | 2,2%   | -      | 0               |
| Verds                              | Keith Taylor/Caroline Lucas | 257.758     | 1,0%   | -      | 0               |
| Partit Nacional Britànic           | Nick Griffin                | 192.746     | 0,7%   | -      | 0               |
| Partit Socialista Escocès          | Colin Fox                   | 43.514      | 0,2%   | -      | 0               |
| Mebyon Kernow                      | Dick Cole                   | 3.552       | 0,0%   | -      | 0               |

## Després de les eleccions
Tony Blair continuà en el poder, i va anunciar el seu nou Gabinet el 9 de maig de 2005. El nou parlament es va reunir l'11 de maig. Michael Howard, líder del Partit Conservador, va anunciar les seves intencions a dimitir com líder el 6 de maig. L'elecció del líder es va convocar l'octubre, i va guanyar David Cameron.